# Sistema educativo de Ecuador

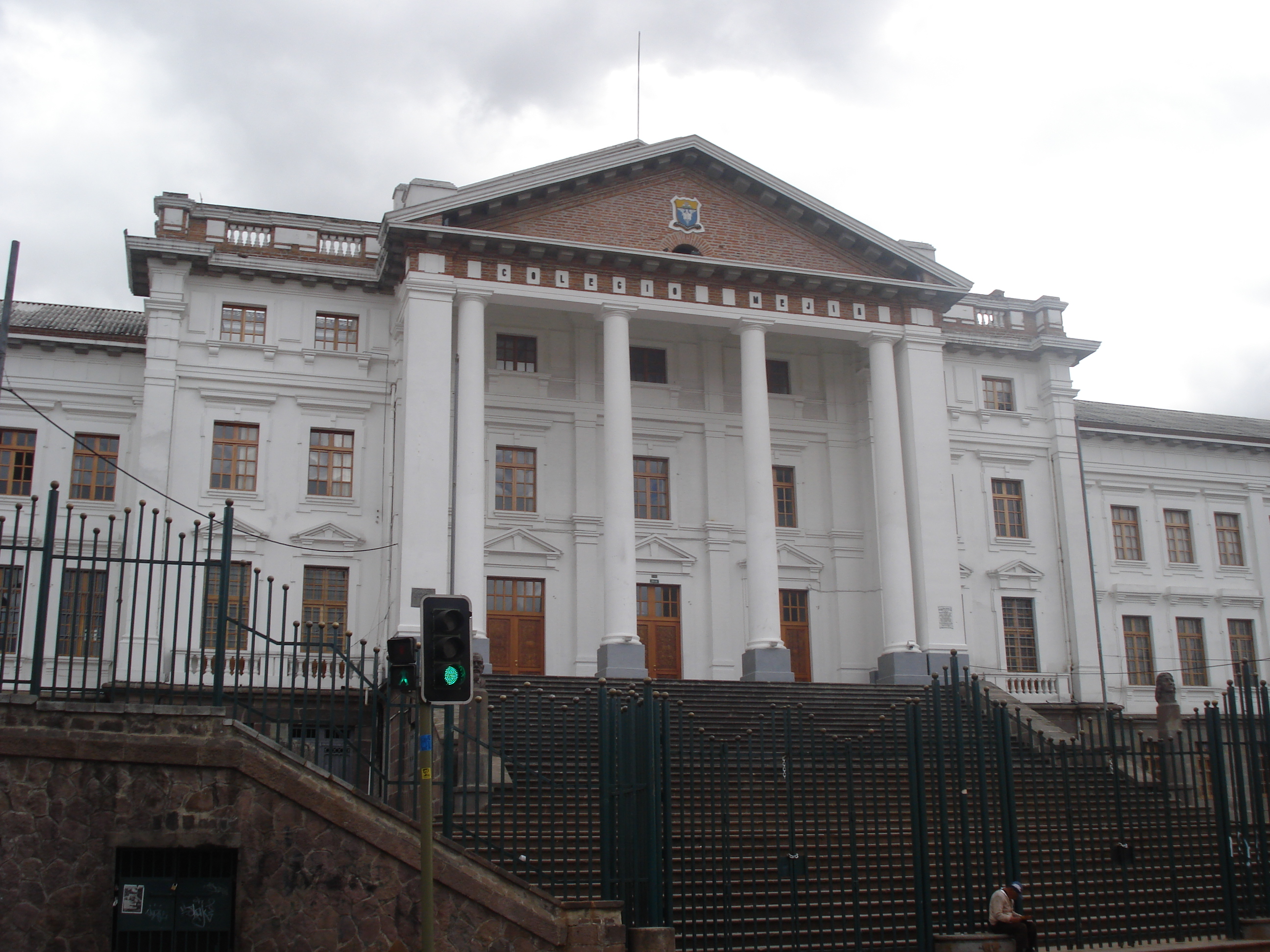
Colegio Nacional Mejía.

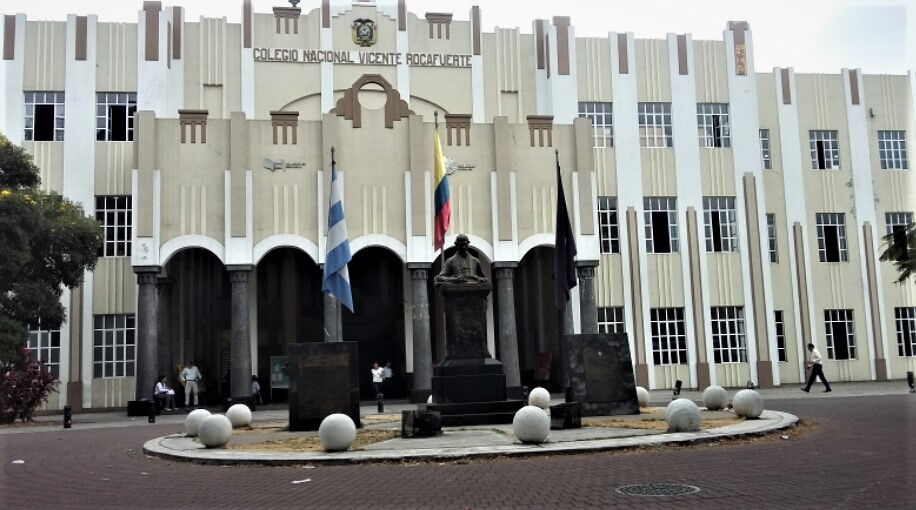
Colegio Nacional Vicente Rocafuerte.

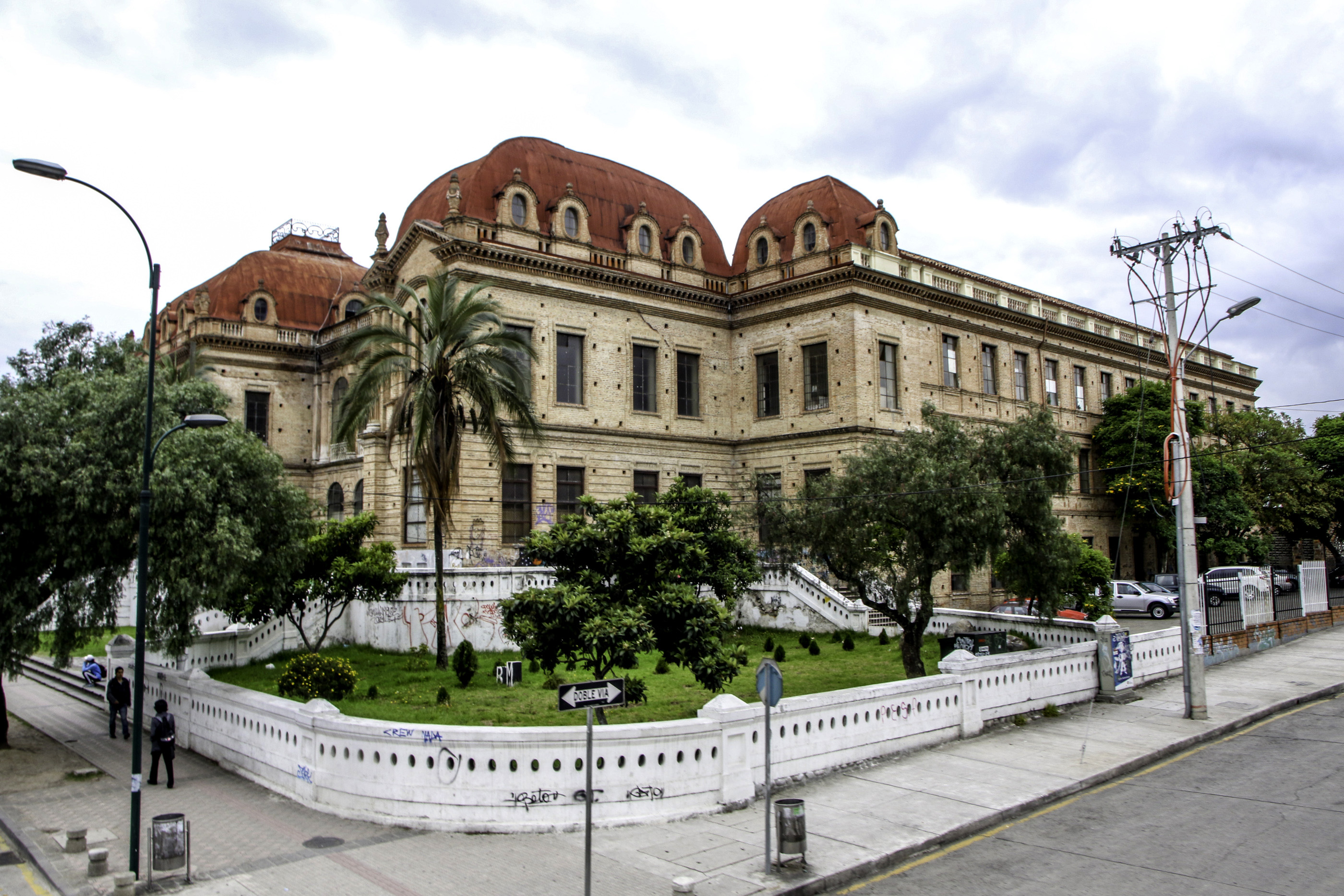
Colegio Benigno Malo.

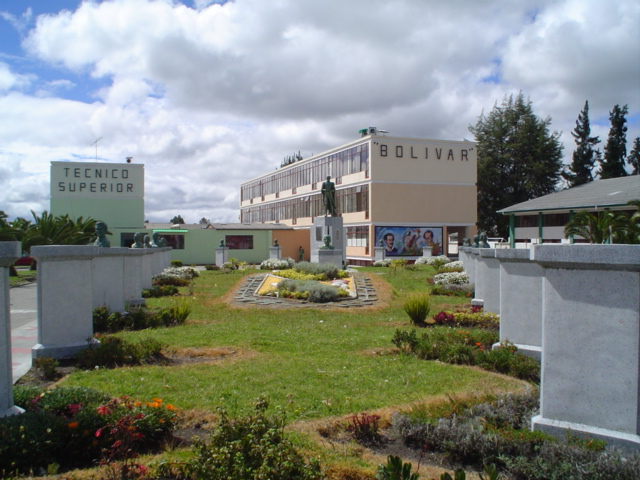
Instituto Tecnológico Bolívar.

La educación en Ecuador es reglamentada por el Ministerio de Educación y se encuentra dividida en educación pública o fiscal, fiscomisional, municipal y privada o particular; laica o religiosa; hispana o bilingüe intercultural.
Según la Constitución de la República del Ecuador vigente (2008), el estado garantizará la gratuidad de la educación en todos los niveles. También en el mismo cuerpo legal pone de manifiesto que una parte de los ingresos de las arcas fiscales debe destinarse para la inversión en educación.
Los cronogramas de actividades tienen dos temporadas: Costa y Sierra-Amazonia.
=== Los niveles de educación del Ecuador ===
El sistema educativo ecuatoriano ha atravesado por diferentes etapas desde 1989. Actualmente se rige a un reajuste curricular expedido en el 2016. En dicho documento legal se divide el sistema Educativo ecuatoriano en los siguientes niveles
- Educación Inicial
- Educación General Básica
- Bachillerato.
- Superior.

## Educación Inicial
La Educación Inicial o Preescolar es el proceso de acompañamiento al desarrollo integral de niños menores de 5 años, y tiene como objetivo potenciar su aprendizaje y promover su bienestar mediante experiencias significativas y oportunas que se dan en ambientes estimulantes, saludables y seguros. Se marca como fin garantizar y respetar los derechos de la niñez, así como la diversidad cultural y lingüística, el ritmo propio de crecimiento y de aprendizaje, y potenciar sus capacidades, habilidades y destrezas.

## El nivel Inicial se divide en 2 subniveles:
1. Inicial (Sub-nivel 1), que corresponde a 1.º de Inicial y preferentemente se ofrece a los estudiantes de 3 años de edad.
2. Inicial (Sub-nivel 2), que corresponde a 2.º de Inicial. y preferentemente se ofrece a los estudiantes de 4 años de edad.

Los niños de esta edad, de manera natural, buscan explorar, experimentar, jugar y crear, actividades que llevan a cabo por medio de la interacción con los otros, con la naturaleza y con su cultura. Los padres y las madres, los familiares y otras personas de su entorno son muy importantes y deben darles cuidado, protección y afecto para garantizar la formación de niños felices y saludables, capaces de aprender y desarrollarse.
El espacio educativo para las diversas actividades debe estar dividido en áreas de trabajo o rincones, con materiales para cada una de ellas y claramente etiquetadas, para permitir a los niños jugar independientemente de acuerdo con sus intereses y con el mayor control posible.
La responsabilidad de educación de los niños desde su nacimiento hasta los tres años de edad recae principalmente en la familia, aunque ésta puede decidir optar por diversas modalidades certificadas.
La educación inicial está articulada con la Educación General Básica con lo que se pretende lograr una adecuada transición entre ambos niveles y etapas de desarrollo humano. La educación inicial es corresponsabilidad de la familia, la comunidad y el Estado.

## Educación Básica General
La Educación General Básica tiene como fin desarrollar las capacidades, habilidades, destrezas y competencias de los niños y adolescentes desde los 5 años de edad en adelante hasta continuar los estudios de Bachillerato. Está compuesta por diez años de atención obligatoria en los que se quiere reforzar, ampliar y profundizar las capacidades y competencias adquiridas en la etapa anterior, y se introducen las disciplinas básicas.
El nivel de Educación General Básica se divide en 4 subniveles:
1. Básica Preparatoria (Sub-nivel 1), que corresponde a 1.er grado de E.G.B. y preferentemente se ofrece a los estudiantes de 5 años de edad.
2. Básica Elemental (Sub-nivel 2), que corresponde a 2.º., 3.º. y 4.º. grados de E.G.B. y preferentemente se ofrece a los estudiantes de 6 a 8 años de edad.
3. Básica Media (Sub-nivel 3), que corresponde a 5.º., 6.º. y 7.º. grados de E.G.B. y preferentemente se ofrece a los estudiantes de 9 a 11 años de edad.
4. Básica Superior (Sub-nivel 4)¸ que corresponde a 8.º., 9.º. y 10.º. grados de E.G.B. y preferentemente se ofrece a los estudiantes de 12 a 14 años de edad.

Con respecto a la jornada lectiva, ésta consta de un total de 35 horas semanales desde segundo a octavo de E.G.B. entre asignaturas obligatorias (30h).
La evaluación por su parte pretende ser permanente, sistemática y científica y tiene como finalidades el diagnosticar la situación de aprendizaje del estudiante y lograr mejoras en su formación a través del estímulo, de acuerdo con el desarrollo del aprendizaje y la capacidad individual de cada estudiante.
La calificación quimestral de cada área es la media de las evaluaciones parciales, previas al examen quimestral. La calificación anual, por área es el promedio de las calificaciones quimestrales. Si un estudiante a partir de octavo año de Educación General Básica no alcanzará un promedio de 7 entre los dos quimestres debe repetir el año. 
El sistema educativo promueve la automatización de procesos para lo cual, los estudiantes que aprueben los 4 subniveles automáticamente son promovidos al nivel de Bachillerato. El mismo sistema educativo asigna las instituciones en función de la cercanía al domicilio. 
Los jóvenes que concluyen los estudios de la Educación General Básica serán ciudadanos capaces de:
- Convivir y participar activamente en una sociedad intercultural y plurinacional.

- Sentirse orgullosos de ser ecuatorianos, valorar la identidad cultural nacional, los símbolos y valores que caracterizan a la sociedad ecuatoriana.

- Disfrutar de la lectura y leer de una manera crítica y creativa.

- Demostrar un pensamiento lógico, crítico y creativo en el análisis y resolución eficaz de problemas de la realidad cotidiana.

- Valorar y proteger la salud humana en sus aspectos físicos, psicológicos y sexuales.

- Preservar la naturaleza y contribuir a su cuidado y conservación.

- Solucionar problemas de la vida cotidiana a partir de la aplicación de lo comprendido en las disciplinas del currículo.

- Producir textos que reflejen su comprensión del Ecuador y el mundo contemporáneo a través de su conocimiento de las disciplinas del currículo.

- Aplicar las tecnologías en la comunicación, en la solución de problemas prácticos, en la investigación, en el ejercicio de actividades académicas, etc.

- Interpretar y aplicar a un nivel básico un idioma extranjero en situaciones comunes de comunicación.

- Hacer buen uso del tiempo libre en actividades culturales, deportivas, artísticas y recreativas que los lleven a relacionarse con los demás y su entorno, como seres humanos responsables, solidarios y proactivos.

- Demostrar sensibilidad y comprensión de obras artísticas de diferentes estilos y técnicas, potenciando el gusto estético.[5]

## Bachillerato General Unificado
El Bachillerato General Unificado (BGU) se lo denomina a los últimos 3 años de educación (desde 1.º a 3.º año). Al terminar, el estudiante se gradúa entonces con el nombre de bachiller. El principal objetivo del BGU es proporcionar una formación general y una preparación interdisciplinar para así poder guiarlas para la elaboración de proyectos de vida y para integrarse a la sociedad como seres humanos responsables, críticos y solidarios. También pretende desarrollar las capacidades de aprendizaje y competencias ciudadanas y prepararlas para el trabajo, el aprendizaje y para el acceso a la Educación Superior.
El nivel de Bachillerato General Unificado comprende:
1. Bachillerato (Sub-nivel 5)¸ que corresponde a 1º., 2.º. y 3.º. cursos de B:G:U:  y preferentemente se ofrece a los estudiantes de 15 a 17 años de edad.

El alumnado debe cursar una serie de asignaturas comunes a todos los tipos de Bachillerato y pueden optar a una de las opciones siguientes:
- Bachillerato en ciencias: en el que además de las asignaturas comunes, se ofrece una formación complementaria en áreas científico-humanísticas.

- Bachillerato técnico: además de las asignaturas comunes ofrece una formación complementaria en áreas técnicas, artesanales, deportivas o artísticas que permitan a las y los estudiantes ingresar al mercado laboral e iniciar actividades de emprendimiento social o económico.

La justificación ante la necesidad de un Bachillerato Unificado alude a que es la única manera de garantizar la igualdad a todos los bachilleres y a la vez aumentar las opciones de postgraduación. De este modo, al poseer asignaturas comunes el alumnado se verá habilitado para acceder a estudios superiores de cualquier área académica o ingresar directamente en el mundo laboral.
- Bachillerato General Unificado: El BGU es el nuevo programa de estudios creado por el Ministerio de Educación (MinEduc) con el propósito de ofrecer un mejor servicio educativo para todos los jóvenes que hayan aprobado la Educación General Básica (EGB). Previo a 2011 existían especializaciones dentro del Bachillerato como eran Físico-Matemáticas, Ciencias Naturales, Ciencias Sociales. Este sistema fue reemplazado por el BGU.[6]

El BGU tiene como triple objetivo preparar a los estudiantes: (a) para la vida y la participación en una sociedad democrática, (b) para el mundo laboral o del emprendimiento, y (c) para continuar con sus estudios universitarios.
En el BGU, todos los estudiantes deben estudiar un grupo de asignaturas centrales denominado tronco común, que les permite adquirir ciertos aprendizajes básicos esenciales correspondientes a su formación general. Además del tronco común, los estudiantes pueden escoger entre dos opciones en función de sus intereses: el Bachillerato en Ciencias o el Bachillerato Técnico.
Aquellos que opten por el Bachillerato en Ciencias, además de adquirir los aprendizajes básicos comunes del BGU, podrán acceder a asignaturas optativas que les permitirán profundizar en ciertas áreas académicas de su interés.
Los que opten por el Bachillerato Técnico también adquirirán los aprendizajes básicos comunes del BGU, y además desarrollarán las competencias específicas de la figura profesional que hayan elegido.
Una vez que los alumnos finalizan los estudios reciben el Título de Bachiller de la República del Ecuador. Y en caso de que hayan hecho algún Bachillerato Técnico se especifica la figura profesional cursada por el estudiante en la institución educativa. Este Título les otorgará próximamente (en 2014) el acceso directo a la Universidad.
Existen una serie de cambios fundamentales que existían con el bachillerato anterior y el actual Bachillerato General Unificado. En primer lugar en lo referente al aprendizaje, el bachillerato anterior pretendía absorber y recordar información para después mostrar en un examen lo que se recordaba, es decir, se ponía especial énfasis en la cobertura de los contenidos. En cambio en el Bachillerato General unificado pretende formar en conocimientos, habilidades y actitudes, provocando así un aprendizaje más duradero, útil y aplicable a la vida, es decir se pone especial énfasis en el desarrollo del pensamiento.
Por otro lado, el rol del profesor en el Bachillerato anterior era transmitir conocimientos, mientras que ahora es orientar, guiar y estructurar el aprendizaje de los estudiantes.
Por último, el rol del estudiante en el Bachillerato General Unificado es ser un programa activo del aprendizaje, mientras que en el anterior se limitaba a recibir conocimientos.
El siguiente cuadro refleja los cambios realizados frente al anterior tipo de Bachillerato:
Para lograr el cambio de la concepción del aprendizaje que se tenía en el Bachillerato anterior y la concepción que actualmente se tienen en el Bachillerato General Unificado, se toman en cuenta las experiencias y los conocimientos anteriores con los que se desenvuelve el estudiante, ya que se considera que el aprendizaje significativo y duradero únicamente se da cuando este conecta el aprendizaje nuevo con sus conocimientos previos. Para este cambio, también se requiere de una contextualización del aprendizaje como una tarea auténtica de la vida real, y que el estudiante comprenda el sentido y el propósito de lo que está aprendiendo.
El aprendizaje es contemplado como algo interdisciplinar, para lo que se requiere que la organización de los contenidos que se aborden no sea un listado de temas sin relación alguna entre sí, sino que tenga coherencia al interior de la propia asignatura o área científica y que muestre las relaciones con las demás asignaturas. Además,  se resalta la necesidad de la construcción de currículos flexibles para así poder adaptarse a las distintas demandas sociales, a las necesidades de una población joven diversa y a la multiplicidad de formas de aprendizaje presentes en el aula.
En el Bachillerato General Unificado, el papel del docente viene a ser el de un guía que orienta al estudiante en su aprendizaje. Su rol es definir objetivos de aprendizaje, ofrecer a los estudiantes experiencias de aprendizaje que les permitan alcanzar los objetivos (lo que incluye recursos y materiales), y realizar un proceso de evaluación (que incluye la autoevaluación) para mejorar la enseñanza-aprendizaje. Por tanto, el estudiante es el protagonista de su propio aprendizaje, es decir, debe construir, investigar, hacer, actuar, experimentar y satisfacer su curiosidad para aprender.
El Bachillerato General Unificado en ciencias posee una materia muy importante como es Emprendimiento y Gestión, además aporta mucho al sistema económico social con el propósito de pensar, actuar y razonar con la mirada puesta en los espacios, para lograr obtener valores para beneficiar a pequeñas y grandes entidades o empresas y la sociedad en general.

## Programas educativos (2017-2020)

### Todos ABC
Tomando en cuenta que la educación constituye un derecho que genera oportunidades y permite mejorar las condiciones de vida, a partir de septiembre del 2017 el Gobierno Nacional a través del Ministerio de Educación, se planteó ampliar y diversificar las ofertas educativas para apoyar la población en situación de escolaridad inconclusa.
Como parte de las ofertas educativas para atender a la población que no han ingresado en el sistema educativo o presenta rezago escolar, en la Campaña Todos se plantea una propuesta en la que un estudiante que se inscribe para la oferta de Alfabetización tiene la posibilidad de culminar sus estudios hasta el bachillerato en alrededor de 5 años.
- Alfabetización – 2.º a 3.º EGB (10 meses)

- Post Alfabetización – 4.º a 7.º EGB (20 meses)

- Básica Superior Intensiva – 8.º a 10.º EGB (11 meses)

- Bachillerato Intensivo – 1.º a 3.º BGU (15 meses)

De acuerdo a las estadísticas registradas desde septiembre de 2017 a octubre de 2020, se ha atendido ha 330.972 ecuatorianos, distribuido de la siguiente manera:
- Alfabetización - 27.408
- Post Alfabetización- 89.440
- Básica Superior Intensiva- 92.230
- Bachillerato Intensivo- 121.894

## Abanderados
Todos los establecimientos educativos del país que ofrecen bachillerato, eligen una vez al año, entre todos los estudiantes de tercer año, al Abanderado/a del Pabellón Nacional con sus dos escoltas, Portaestandarte del Cantón o de la Ciudad, y sus escoltas; y al Portaestandarte del Plantel, con sus respectivos dos escoltas.
Estas distinciones corresponden a los nueve estudiantes de Tercer año de Bachillerato Técnico o en Ciencias, que hayan logrado los más altos puntajes en el promedio de las notas finales de aprovechamiento de 2.º de básica a 2.º año de Bachillerato.
Las posiciones quedan en el siguiente orden:
Lugares
- Abanderado/a del Pabellón Nacional - Primer Lugar
- Portaestandarte del Cantón o Ciudad - Segundo Lugar
- Portaestandarte del Plantel - Tercer Lugar
- Primer/a Escolta del Pabellón Nacional - Cuarto Lugar
- Segundo/a Escolta del Pabellón Nacional - Quinto Lugar
- Primer/a Escolta del Estandarte del Cantón o Ciudad -  Sexto Lugar
- Segundo/a Escolta del Estandarte del Cantón o Ciudad - Séptimo lugar
- Primer/a Escolta del Estandarte del Plantel - Octavo Lugar
- Segundo/a Escolta del Estandarte del Plantel - Noveno Lugar

## Sistema de Información del Ministerio de Educación
El Sistema de Información del Ministerio de Educación más conocido como SIME, es el sistema creado para que profesores ecuatorianos se postulen a docentes de las diferentes unidades educativas, asesor y auditor educativo, así como también se pueden postular a director y rector de los planteles educativos. Los módulos que ofrece son:
- Recursos humanos.
- Procesos administrativos.
- Formación docente.
- Instituciones educativas.
- Gestión educativa.